# Банка опасних вируса
Банка опасних вируса је специјализована установа која ће на основу уговора који је потисала Светска здравствена организација (СЗО) са Швајцарском почетком јуна 2021. године, на основу кога ће та земља бити домаћин Светској банци вируса, лабораторији у којој ће се чувати и проучавати основни патогени агенси узрочници тешких болести, укључујући и коронавирус, који је изазвао светску пандемију. Уговор су у Женеви потписали швајцарски министар здравља Алан Барсе и генерални секретар Светске здравствене организација Тедрос Аданом Гебрејесус.

## Положај и каталогизација
Седиште Светске банке опасних вируса према одлуци потписница уговора је град Шпиц (у коме живи 15.000 становника),  на језеру Тун, у кантону Берн, Швајцарска (која је изабрана због њена међународне политичке неутрансоти).  У овом граду седиште банке вируса биће смештено у постојећој Савезној лабораторији, Савезног уреда за цивилну заштиту швајцарске у којој се налази и Центар за испитивање неконвенционалног оружја, попут хемијских и бојних отрова.
Савезна лабораторији Швајцарске у граду Шпицу биће каталогизирани као потенцијално опасна по опште здравље, попут ковида 19 и еболе.

## Безбедност
Светске банке опасних вируса, на чијем је оснивању инсистирала Светска здравствена организација, представљала би организован систем непрекидне и сталне размене информација свих земаља, на добровољном нивоу. Све ово би требало да функционише на начин који грађане неће довести у опасност и неће бити потребно увести превентивне мере сигурности за сваког човека понаособ.
Лабораторија у Шпицу је у том смислу избрана јер се доказала да већ годинама успева да чува неконвенционално хемијско и биолошко оружје, и да је у стању да управља и оваквом лабораторијом.

## Избор државе и лабораторије
Више разлога је довело до тога да баш Швајцарска буде изабрана као седиште овакве лабораториј
Први разлог: према тренутној политичкој ситуацији у Свету Швајцарска је међународно политички неутрална.
Други разлог: Швајцарска је данас седиште и других великих међународних организација.
Трећи разлог: лабораторија у Шпицу (Spiez Laboratory) је отворена почетком 20. века као лабораторија у којој су се производили бојни отрови за швајцарску војску током Првог светског рата. Касније је постала „Био-лаб“ који сарађује са Уједињеним нацијама, Агенцијом за атомску енергију, Агенцијом за контролу хемијског оружја, Црвеним крстом, и научно доприносила подршци миру и сигурности људи и околине. Управо је у овој лабораторији потврђено коришћење хемијског оружја у иранско-ирачком рату осамдесетих година и у грађанском рату у Сирији. Године 2018.ова лабораторија је била центар шпијунске афере, повезане са случајем „Скрипаљ“, у којој су ухапшена два руска тајна агента.

## Задатак
Светске банке опасних вируса има задатак да ради на сарадње међу државама како би могле да много брже и ефикасније интервенсати уколико би поново дошло до сличне ситуације као што је пандемија ковида 19. Према наводима Марк Кадиш, тренутног директор лабораторије у Шпицу и будућег директора ове установе,оснивање банке вируса била би...
...једна врста превенције.Јер ако би се овако нешто поново догодило, не би свака земља могла да самостално реагује и потребна је сарадња на глобалном нивоу...

Марк Кадиш такође као разлог оснивања банке наводи тврдњу 
Да пандемија САРС-КоВ-2 није најгора која би могла да задеси планету наредних година, и да уколико би наредна пандемија погодила радно способно становништво, што се економске стране тиче, цео свет би доживео крах.